# Dumitru Radu Popescu
Dumitru Radu Popescu (ur. 19 sierpnia 1935 w Păușa, zm. 2 stycznia 2023 w Bukareszcie) – rumuński powieściopisarz, poeta, dramaturg, eseista, autor nowel i dawny komunistycznym polityk, członek Komitetu Centralnego Partii (1979-1990). Zadebiutował w 1967 roku nowelą Anastazja, która ukazała się po polsku dziesięć lat później. Do jego powieści należą Łowy królewskie (1973), które ukazały się po polsku w 1979 roku.